# Homegrown Football Club
Le Homegrown Football Club est un club kenyan de football basé à Naivasha.

## Palmarès
- Coupe du Kenya
  - Finaliste : 2007